# Glochidion pitcairnense
Glochidion pitcairnense е вид растение от семейство Phyllanthaceae. Видът е световно застрашен, със статут Уязвим.

## Разпространение
Разпространен е в Питкерн.